# カレド・シャローフ
カレド・シャローフ（Khaled Sharrouf、1981年2月23日 - 2015年6月?もしくは2017年8月?）は、シドニー出身のISILの戦闘員で、シリア政府支持派の兵士の切断した頭部を7歳の息子に持たせた画像をネット上に公開したことで広く知られた。2017年には、オーストラリアと他国の二重国籍保有者としては初めて、2015年に成立した反テロリズム法制に基づいてオーストラリア市民権を剥奪された。2015年6月に殺害されたと報じられ、2017年8月にも空爆によってふたりの息子たちとともに殺されたとも報じられたが、オーストラリア政府はその真偽を確認することはできないとした。

## テロリスト活動
「シャローフは、2004年のペンデニス・テロリスト陰謀事件に関わってオーストラリアで4年間服役していた」という。
2005年、オーストラリア史上最大のテロ計画に加わったとして、他の8人とともに、ニューサウスウェールズ州ワイリー・パークの自宅で逮捕されたが、オーストラリアの反テロ当局は、この一斉摘発の際に大量の武器、弾薬、爆弾製造の材料をシドニーとメルボルンで発見した。
シャローフは、2012年のシドニーにおける反イスラム映画抗議行動の計画にも関わっていた。

## ISIL
シャローフは、兄弟のパスポートを使用してシドニー国際空港から出発し、2013年12月6日にISILの支配地域に入った。その後、2014年にISILに加わった。2014年8月に、シリア兵の切断された首を持つ7歳の息子の写真をネット上に公開して以降、彼の活動はオーストラリアで大きく報じられた。この一件は、オーストラリアの指導者たちからも一般大衆からも強い非難を浴びた。この件は、オーストラリアのイスラム教徒が、海外におけるテロ活動に関わる可能性や、彼らがオーストラリア国内に戻ってテロ攻撃を行うことへの危惧を広めた。
シャローフは、2015年6月19日に、無人航空機による攻撃で殺されたと報じられた。しかし、彼の死は確認されず、その後は彼がまだ生きていることを示唆する報道もあった。2016年3月、シャローフの娘ザイナブ (Zaynab) は、「私たちは、彼が確かに死んでいると承知している」と述べた。オーストラリア政府は、彼の死を確認できなかった。
モハメド・エロマー (Mohamed Elomar) とともに、シャローフは、多数の切断した頭部や、切り刻まれた死体の写真をネット上に公開していた。
2017年8月11日、彼が空襲によって殺されたという報道が再びなされた。息子のうち2人が道連れになった。オーストラリア放送協会 (ABC) テレビの時事報道番組『7.30』が明らかにしたところでは、シャローフがシリアのラッカ近くで車を運転中に有志連合の攻撃を受けて殺されたとする「信頼できる情報」を、匿名の政府高官が受け取っていたという。
オーストラリアの移民国境警備大臣ピーター・ダットンは、シャローフの死について、悼むべき点などないと述べた。

## 過激化
1980年代に育ったシャローフは、機能不全状態の幼少期を経て、犯罪や精神疾患など問題の多い青年期を過ごしたと言われている。一時期は、父親から見放されていた。十代には、薬物を使用し、密売も行なっていた。彼は、イスラム教を実践する生活の中で育ったわけではなかった。地元の総合診療医であるジャマール・リフィ博士 (Dr. Jamal Rifi) は、シャローフが最初は抑うつ状態だったが、後には統合失調症となった、と述べている。
シャイフ・タジ・エル＝ディン・ヒラリーは、シャローフについて、「空の花瓶と同じで、何でも中を満たすことができたが、ゴミのようなイデオロギーで満たされた」と語った。

## 市民権の剥奪
2017年2月、シャローフは、2015年に成立した新たな反テロリズム法制に基づいてオーストラリア市民権を剥奪された最初の人物となった.。

## 私生活
シャローフは、タラ・ネトルトン (Tara Nettleton) と結婚していた。ふたりの間には、ザイナブ、ホダ (Hoda)、アブドゥラー (Abdullah)、ザルカウィ (Zarqawi)、ハムザー (Hamzah) と5人の子どもたちが生まれた。
ネトルトンは、シドニー出身のオーストラリア人で、虫垂の外科手術の合併症でシリアで死去した。一家の友人であったロバート・ファン・アルスト (Robert van Alst) は、ネトルトンが2015年に死んだと断言しているが、彼女の母親は娘の死を知らされたのは2016年2月になってからだったとしている。